# Power and the Passion
Power and the Passion ist das vierte Studioalbum der deutschen Progressive-Rock- und Artrock-Band Eloy. Es erschien 1975 unter dem Label Electrola.

## Musikstil
Mit diesem Album arbeitete sich Eloy langsam an den Stil heran, der sich später als erfolgreich erweisen sollte, wobei der Eloy-typische Stil hier noch nicht ganz ausgereift ist und im Vergleich zu den folgenden Alben noch scharfkantig klingt.

## Inhalt
Die Titel des Konzeptalbums handeln von dem jungen Jamie aus dem Jahr 1975, der nach der Einnahme einer von seinem Vater entwickelten experimentellen Droge eine Zeitreise absolviert und sich im Paris des Jahres 1358 wiederfindet. Dort verliebt er sich in Jeanne, die Tochter eines Großgrundbesitzers, mit der er einen Joint raucht. Hier ist er in einen Aufstand verwickelt und gerät in Gefangenschaft, bis er schließlich von einem Zauberer wieder in seine Zeit zurückgeschickt wird.

## Entstehungsgeschichte
Nach der Veröffentlichung von Power and the Passion löste sich die Band, aufgrund von Differenzen mit dem damaligen Manager Jay Partridge auf. Das nächste Album wurde mit einer völlig anderen Besetzung aufgenommen und Eloy trat kurzzeitig ohne Frank Bornemann auf, was jedoch nicht von Erfolg gekrönt war.
Auf dem Album wird erwähnt, dass sich unter den Tasteninstrumenten auch ein Mellotron befand, was jedoch auf dem Album kaum zu hören ist.

## Besetzung
- Frank Bornemann: Gesang, E-Gitarre
- Manfred Wieczorke: Keyboard, Klavier, Mellotron, Synthesizer
- Luitjen Janssen: Bassgitarre
- Detlef Schwaar: Gitarre
- Fritz Randow: Schlagzeug

### Technik
- Arrangement: Eloy
- Produktion: Eloy, Jay Patridge
- Tontechnik: Wolfgang Thierbach

## Titelliste
Alle Titel wurden von Eloy und Gordon Bennit geschrieben.

### Seite A
1. Introduction – 1:11
2. Journey into 1358 – 2:54
3. Love Over Six Centuries – 10:09
4. Mutiny – 9:08

### Seite B
1. Imprisonment – 3:13
2. Daylight – 2:38
3. Thoughts of Home – 1:05
4. The Zany Magician – 2:48
5. Back into the Present – 3:02
6. The Bells of Notre Dame – 6:21

### Remastered Edition Bonustrack (2001)
1. The Bells of Notre Dame (Remix 1999) – 6:34